# Solenopsis puncticeps
Solenopsis puncticeps är en myrart som beskrevs av Mackay och Auguste Vinson 1989. Solenopsis puncticeps ingår i släktet eldmyror, och familjen myror. Inga underarter finns listade i Catalogue of Life.

## Bildgalleri

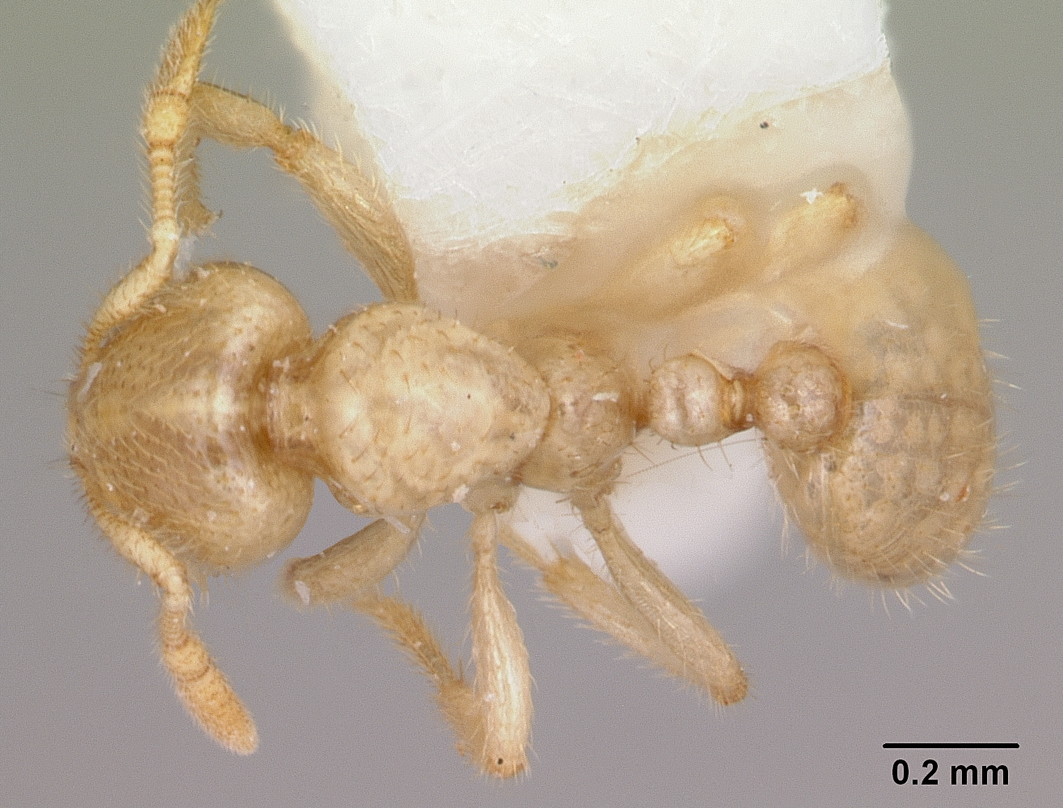
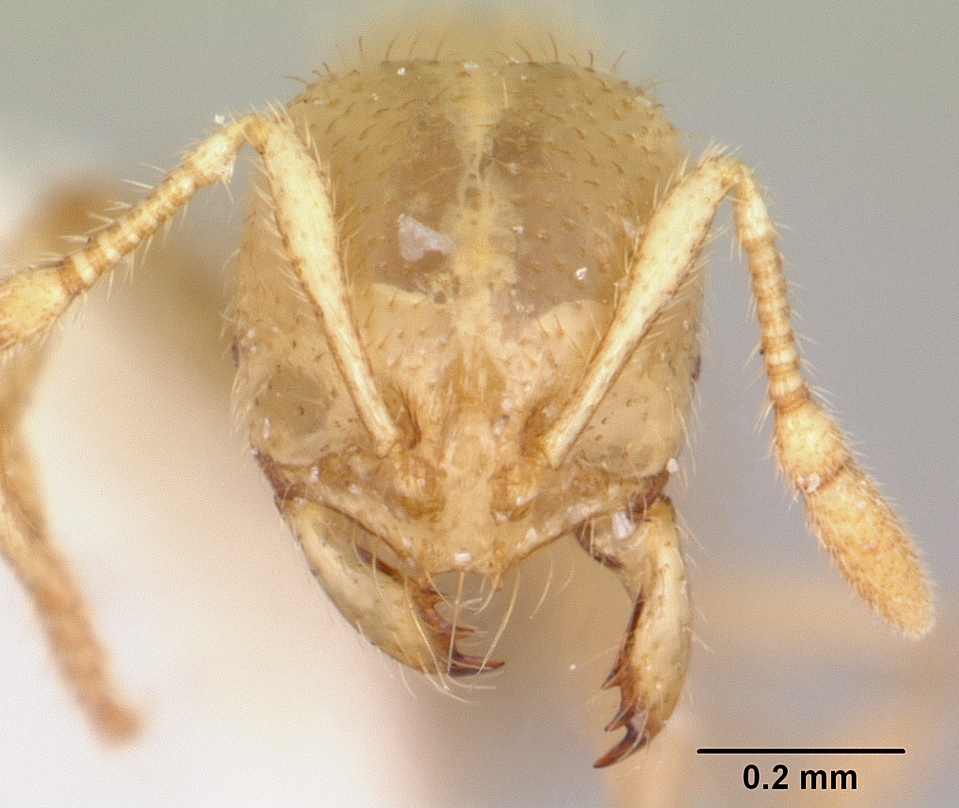
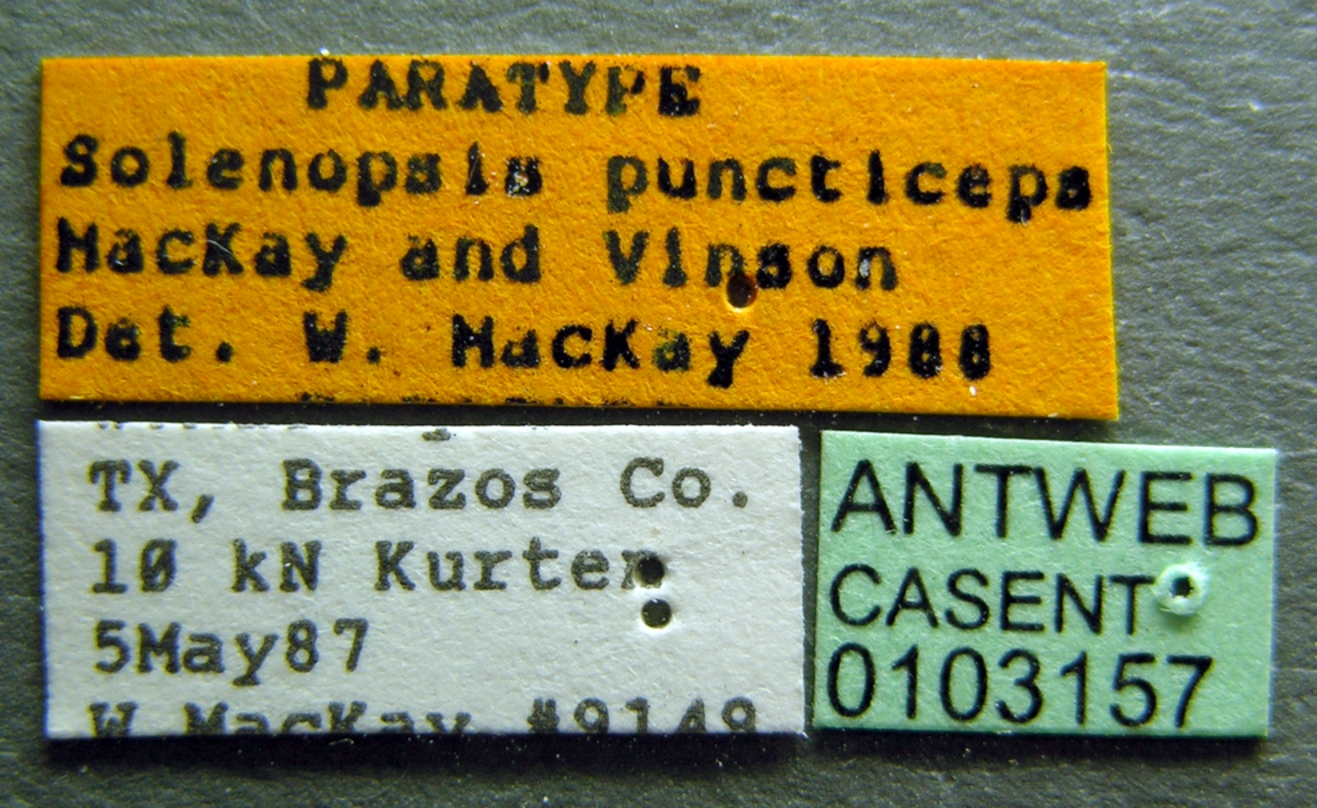
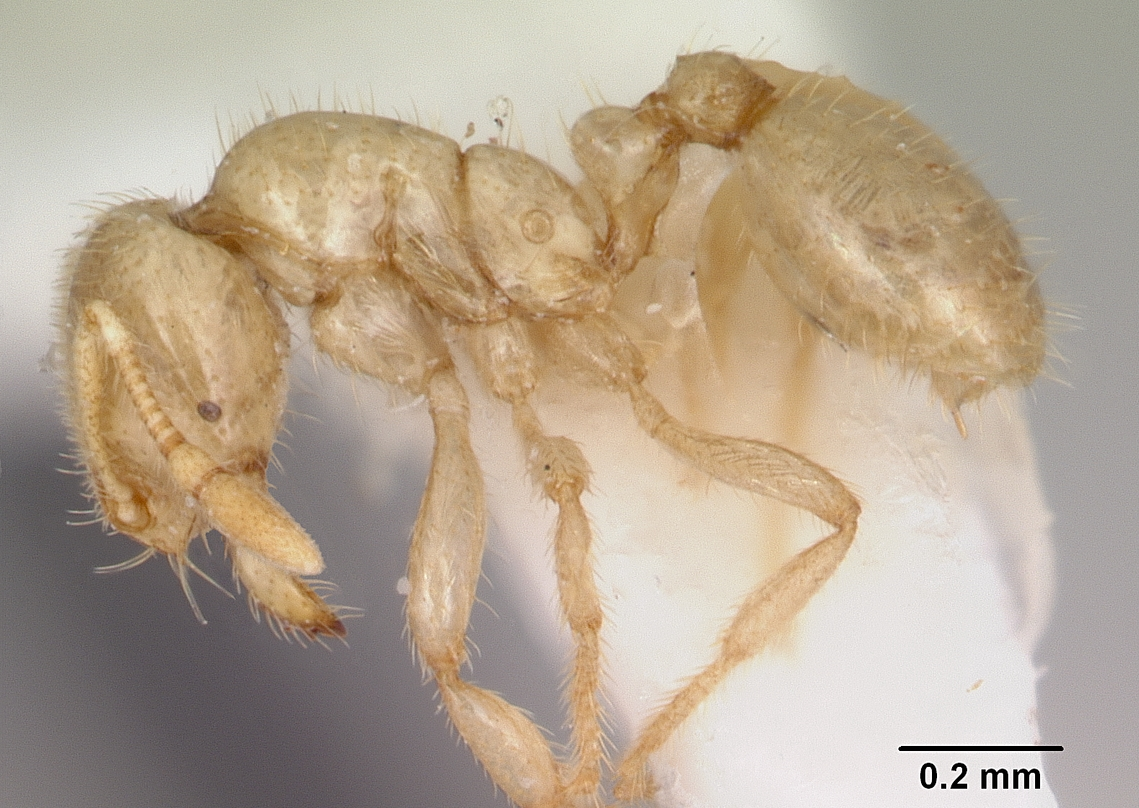
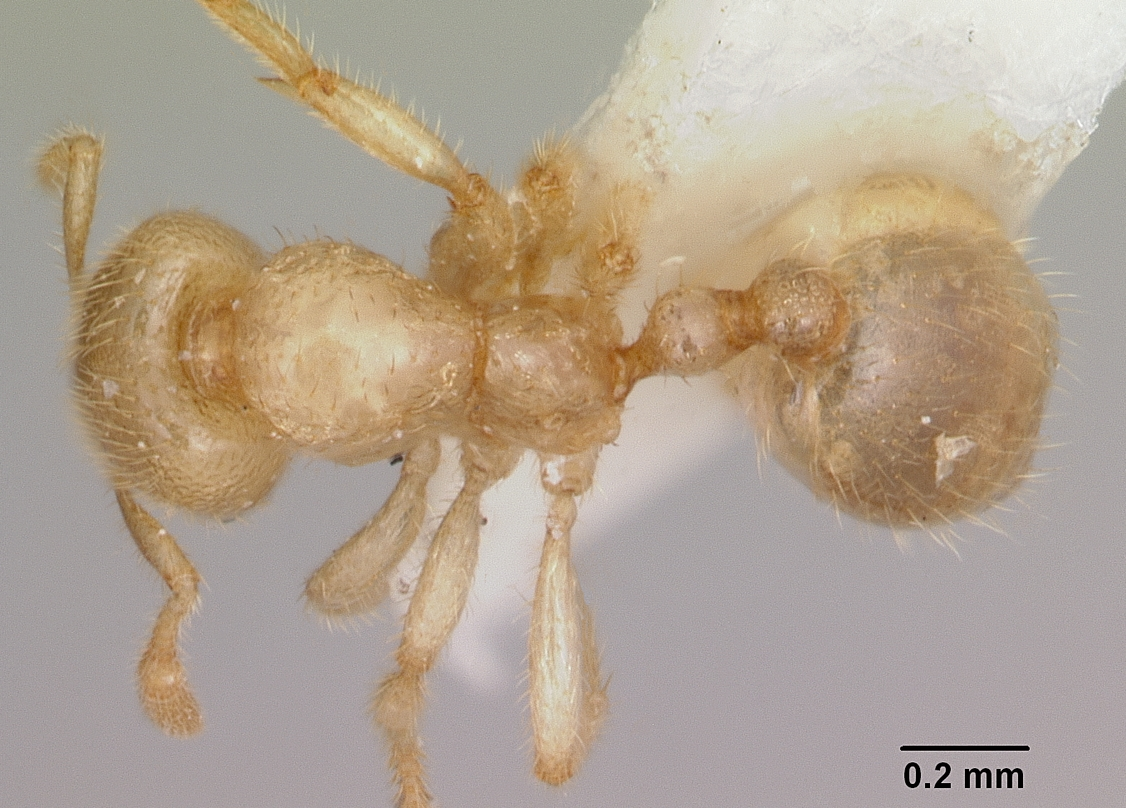
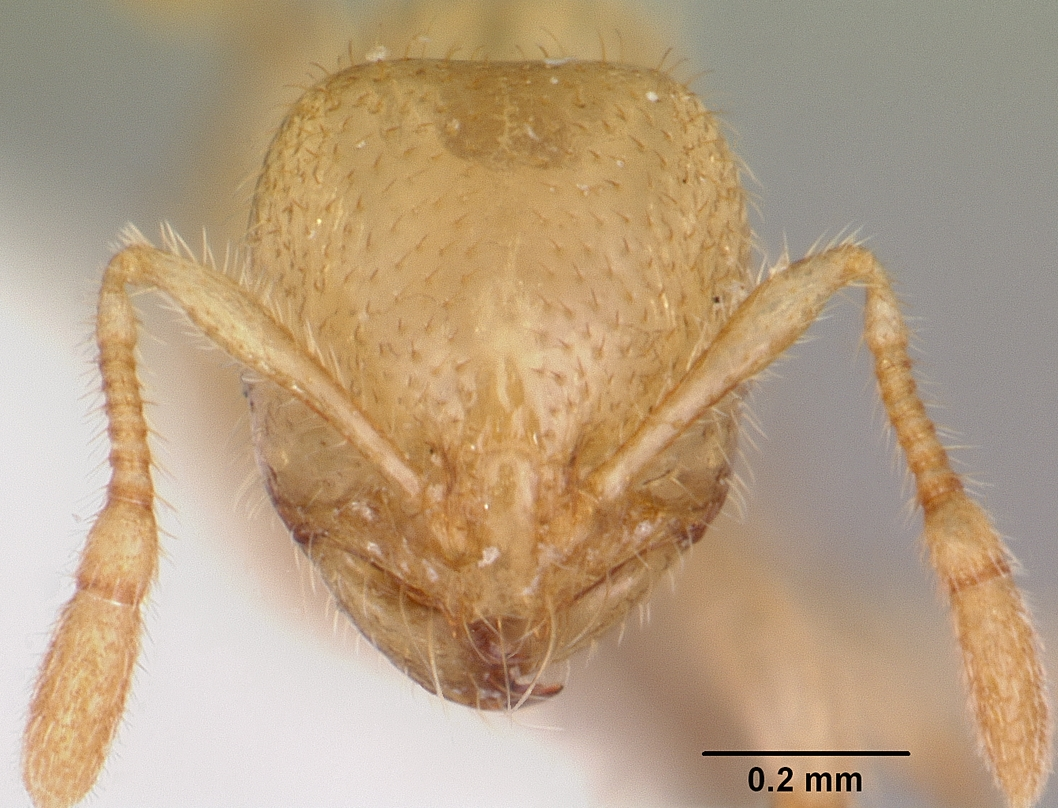